# 妹のセイイキ
『妹のセイイキ』（いもうとのセイイキ）は、2015年8月28日にfengから発売された18禁恋愛アドベンチャーゲームである。

## 作品
彼女のセイイキの続編で前回、攻略対象外だった名瀬ゆかながメインヒロインになった。前作の彼女のセイイキに続き、抱き枕カバーが付属する限定版も発売された。完全新規シナリオで前作を攻略済みの人もそうでない人も楽しめるようになっていてfeng史上 “最甘”とされる。
当初、名瀬ゆかな役は吉住陽菜だったが体調不良により降板した。

## ストーリー
名瀬ゆかなはクリスマスを目前に控えたある日、ある女の子からクリスマス旅行をプレゼントされる。

## 登場人物
名瀬 陽平（なせ ようへい）
主人公
名瀬 ゆかな（なせ ゆかな）
声：秋野花
身長：161cm
お風呂あがりには下着姿でリビングを歩いたりするツンデレ、巨乳、ツインテールと三拍子揃っている主人公の妹で主人公に対して素直になれずきつく接する時があるが、その後は決まって自己嫌悪に陥る。
秋善 冬華（あきよし ふゆか）
声：遥そら
身長：158cm
進学先が違い疎遠になっている小学校時代のクラスメイトで学園では人当たりの良いお嬢さまでいることにストレスを感じている。クリスマス旅行をゆかなにプレゼントする。
鳳 マイカ（おおとり まいか）
声：奏雨
身長：145cm
主人公と同じ学園に通っているアキバ系で銀髪で匂いフェチで不思議系でイカ焼きが大好きなクラスメイト。本作では攻略対象外ではあるものの、続編である学校のセイイキでは攻略対象。
名瀬 やえか（なせ やえか）
声：加賀ヒカル
身長：167cm
主人公のクラス担任を務めている主人公の姉で酔った勢いで弟である主人公を誘惑することもある。

## 製作スタッフ
- 原画・キャラクターデザイン - 涼香、なちゅらるとん（SD原画）
- シナリオ - なかひろ

## 主題歌
オープニングテーマ「ホントノトコロ」
作詞・作曲・編曲 - 堀江晶太 / 歌 - 名瀬ゆかな（秋野花）
エンディングテーマ「Because of」
作詞・作曲・編曲 - 堀江晶太 / 歌 - 名瀬ゆかな（秋野花）